# エル・インヘニオ駅
エル・インヘニオ駅（エルインヘニオえき、西: Estación de El Ingenio）は、パナマ共和国パナマ県パナマ地区パナマシティビア・シモン・ボリバルおよびアベニーダ・デ・ラ・パスにあるパナマ・メトロ1号線の駅である。
当駅は当初2014年8月に開業予定であったが、2015年5月8日に開業となった。
当駅の建設費用は3千万米ドルであり、ロベルト・ロイ (Roberto Roy) およびアルバロ・アレマン (Álvaro Alemán) の両閣僚によって開業が公表された。
当駅はメトロ網で13番目に開業した駅であり、またアルブロオク方面からは地下駅として当駅が最後となり路線が12・デ・オクトゥブレ駅の手前で高架線となる。
当駅はアベニーダ・トランシストミカ (Avenida Transístmica) の主要な幹線道路であるエル・インヘニオ (El Ingenio) の近辺にあり、また近くにある多くのカレッジへ行くことができる。